# بولتزانو نووارزه
بولتزانو نووارزه (به ایتالیایی: Bolzano Novarese) یک کومونه در ایتالیا است که در استان نووارا واقع شده‌است.

## خصوصیات
بولتزانو نووارزه ۳٫۳ کیلومترمربع مساحت و ۱٬۱۸۵ نفر جمعیت دارد و ۴۲۰ متر بالاتر از سطح دریا واقع شده‌است.